# Konstantin Wiktorowitsch Swesdotschotow

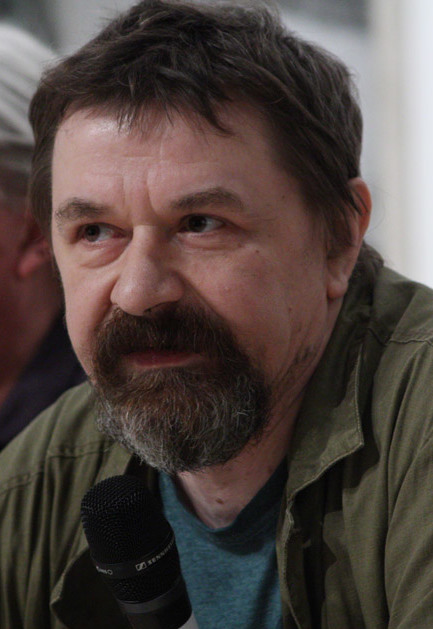
Konstantin Wiktorowitsch Swesdotschotow

Konstantin Wiktorowitsch Swesdotschotow (russisch Константин Викторович Звездочётов; englisch: Constantin Zvezdochotov; * 1958 in Moskau) ist ein russischer Künstler. Er betätigt sich in den Bereichen Malerei, Installation, Skulptur und Fotografie und gehört zu den Nonkonformisten in Russland.

## Leben und Werk
Swesdotschotow studierte von 1976 bis 1981 Bühnenbild an der Moscow Art Theatre School. Er gehörte zu den Gründern der APTART group, war Mitglied der Mukhomor group und Initiator des avantgardistischen Clubs CLAVA.

„In zijn figuur combineert hij zowel iets van een filosoof als van een clown. [...] Dit werk, gekenmerkt door een carnavaleske humor, bestaat steeds uit een mengelmoes van geografische en historische stijlen en culturele lagen.“

„In seiner Person kombiniert er Anteile eines Philosophen und eines Clowns. […] Dieses Werk, gekennzeichnet durch karnevalesken Humor, besteht immer aus einer Mischung von geografischen und historischen Stilen und kulturellen Ebenen.“

## Ausstellungen (Auswahl)
- 1989: Momentaufnahme: Junge Kunst aus Moskau Münster, Köln, Bielefeld
- 1990: 44. Biennale di Venezia, Venedig
- 1992: documenta IX, Kassel
- 1991: In de USSR en Erbuiten Stedelijk Museum, Amsterdam
- 1991–1992: Sowjetische Kunst um 1990 (Binazionale) Kunsthalle Düsseldorf
- 1995: Kunst im verborgenen. Nonkonformisten Russland 1957-1995 Tsaritsino Museum, Moskau; Wilhelm-Hack-Museum, Ludwigshafen am Rhein; documenta-Halle, Kassel; Lindenau-Museum, Altenburg
- 2003: 50. Biennale di Venezia, Russischer Pavillon, Venedig